# Euxoa marshallana
Euxoa marshallana är en fjärilsart som beskrevs av John Obadiah Westwood 1843. Euxoa marshallana ingår i släktet Euxoa och familjen nattflyn. Inga underarter finns listade i Catalogue of Life.